# Западно сликарство
Историја западног сликарства представља трајну, иако испрекидану традицију од антике до данас.  До средине 19. века дотиче се пре свега репрезентативних и класичних облика производње, након чега се фаворизују модернији, апстрактнији и концептуални облици. 
Развој западног сликарства је историјски паралелан ономе у источном сликарству, углавном неколико векова касније.  Афричка уметност, исламска уметност, индијска уметност  кинеска уметност и јапанска уметност  имале су значајан утицај на западну уметност и обрнуто. 
Првобитно служећи царским, приватним, грађанским и верским покровитељима, западно сликарство је касније нашло публику међу аристократијом и средњом класом. Од средњег века и током ренесансе, сликари су радили за цркву и богату аристократију.  Почевши од периода барока, уметници су добијали приватне провизије од образованије и напредније средње класе.  Идеја „ уметности зарад уметности “  почела је да долази до изражаја у делима романтичних сликара попут Франциска де Гоје, Џона Констебла и ЈМВ Турнера .  Током 19. века основане су комерцијалне галерије које су и током 20. века пружале покровитељство.  
Западно сликарство достигло је врхунац у Европи током ренесансе, заједно са савршенством цртежа, употребом перспективе, амбициозном архитектуром, таписеријом, витражом, скулптуром и периодом пре и после доласка штампарије .  Пратећи дубину открића и сложеност ренесансних иновација, богато наслеђе западног сликарства (од барока до савремене уметности ). Историја сликарства се наставља у 21. век. 

## Праисторија
- Камена скровишта Бимбетка, слика на камену, камено доба, Индија
- Обилазак пећинске слике, Пећина Ласко, Француска
- Пећина Ласко, коњ
- Пећина Ласко, Бикови и коњи
- Птероглифи, из Шведске, нордијско бронзано доба (насликано)
- Пиктографије из Велике галерије, Национални парк, Кањон Потковице, Јута, в. 1500. п. н. е.
- Цуева де лас Манос (шпански: Пећина руку) у провинцији Санта Круз у Аргентини, в. 550 пр. Кр.

Историја сликарства сеже у праисторијске људе и обухвата све културе. Најстарије познате слике налазе се у Гротте Цхаувет у Француској, за које неки историчари тврде да су старе чак 32.000 година. Изрезбарени су и обојени црвеним окер и црним пигментом и приказују коње, носороге, лавове, бизоне, мамуте и људе, често у лову. Примери пећинских слика постоје широм света - у Француској, Индији, Шпанији, Португалији, Кини, Аустралији итд. Много заједничких тема пролази кроз сва ова места на којима су слике пронађене, што наговештава универзалну намену и сличност импулса који су довели до стварања слика. Дизајн је низ претпоставки о значењу које су ове слике имале за људе који су их створили. Праисторијске људи можда извући животиње на "хватање" њихове душе и духа да их се лакше ухватити, или слике можда представљало анимистичан визију и омаж околне природе, или су можда били резултат основне потребе за израза урођена у људима, или могу имати белешке о животним искуствима уметника и сродне приче чланова њиховог круга.

## Западњачко сликарство

### Египат, Грчка и Рим
У древном Египту, цивилизацији са снажном традицијом архитектуре и скулптуре (обе су првобитно сликане светлим бојама), у храмовима и зградама било је много зидних слика, као и обојене илустрације на папирусним рукописима . Египатско зидно сликарство и украсно сликање често је живописно, понекад више симболично него реално. Египатско сликарство приказује ликове снажних обриса и равних силуета, где је симетрија стална карактеристика. Египатско сликарство је уско повезано са египатским писаним језиком званим египатски хијероглифи . Обојени симболи су међу првим облицима писаног језика. Египћани су сликали и на платну чији су остаци сачувани до данас. Древне египатске слике су сачуване захваљујући изузетно сувој клими. Древни Египћани су стварали слике како би загробни живот мртвих учинили пријатним местом. Теме су укључивале путовање загробним животом или њихово представљање боговима подземља од стране њихових заштитничких божанстава. Неки примери таквих слика су слике богова и богиња Ра, Хоруса, Анубиса, Нут, Озириса и Изиде . Неке слике у гробницама приказују активности у којима су покојници учествовали док су били живи и желели да наставе да раде заувек. У Новом краљевству и касније, Књига мртвих је сахрањена са сахрањеном особом. Сматрало се важним за увођење у загробни живот.
Северно од Египта, на Криту се развила минојска цивилизација . Зидне слике пронађене у палати у Кнососу сличне су сликама Египћана, али су слободнијег стила.
Око 1100. п. н. е. племена са севера Грчке освојила су Грчку и њена уметност је кренула у нови правац. Култура древне Грчке вредна је помена због изванредног доприноса визуелној уметности. Слике на грнчарији старе Грчке и грнчарији дају посебно поучан увид у начин на који је функционисало друштво старе Грчке. Још увек има много лепих примера црнофигуралног и црвенофигуралног стила . Неки од најпознатијих грчких сликара који су радили на дрвеним плочама и који се помињу у текстовима били су Апел, Зеуксид и Пархазије ; међутим, са јединим изузетком питагорејских плоча, на плочама нема преживелих примера древног грчког сликарства, већ само писани описи њихових савременика или каснијих Римљана. Зеуксид је живео у 5. веку пре нове ере и наводно је био први који је користио сфумато . Према Плинију Старијем, реализам његових слика био је такав да би птице покушавале да једу осликано грожђе. Апел је описан као највећи сликар антике и познат је по савршеној техници цртања, бриљантној боји и моделу.
На римску уметност утицала је Грчка и делимично се може сматрати потомком древног грчког сликарства. Међутим, римско сликарство има важне јединствене особине. Готово сва сачувана римска дела су зидне слике, многе из вила у Кампанији, у јужној Италији. Такво сликарство може се груписати у четири главна „стила“ или раздобља  и може садржати прве примере тромпе-л’оеил, псеудо- перспективе и чистог пејзажа.  Готово једини преживели насликани портрети из древног света су велики број портрета мумија у облику попрсја пронађени на касноантичком гробљу Ал-Фаиум . Иако нису били из најбољег периода или најбољег квалитета, импресивни сами по себи и сугеришу квалитет најбољих древних дела. Сачуван је и врло мали број минијатура из касноантичких илустрованих књига, као и прилично велик број њихових примерака из раносредњовековног периода.